# Tuyến Sillim
Tuyến Sillim  (tiếng Hàn: 서울 경전철 신림선; Hanja: 서울 輕電鐵 新林線) là tuyến tàu điện ngầm hạng nhẹ nối Ga Saetgang và Ga Gwanaksan tại Seoul, Hàn Quốc khai trương vào ngày 28 tháng 5 năm 2022. Hiện tại, đây là tuyến đường sắt nhẹ bánh cao su đầu tiên đang hoạt động ở Seoul và tuyến thứ hai ở vùng thủ đô Seoul. Hướng giao thông ở các đều là giao thông bên tay phải.

## Lịch sử
- Tháng 3 năm 2006: Trình đề xuất thành lập doanh nghiệp tư nhân
- Tháng 11 năm 2008: Phê duyệt quy hoạch tổng thể đường sắt đô thị 10 năm bởi Chính quyền Thủ đô Seoul (Bộ Đất đai, Giao thông và Hàng hải) [5]
- Tháng 11 năm 2009: Thông báo đề xuất của bên thứ ba[6]
- Tháng 2 năm 2010: Nhận được đề xuất kinh doanh[7][8]
- Tháng 3 năm 2010: Chỉ định người đàm phán[9]
- Tháng 4 năm 2010: Các cuộc đàm phán được tiến hành
- Tháng 12 năm 2014: Kết thúc đàm phán
- 17 tháng 4 năm 2015: Nghị quyết của Ủy ban phân xử đầu tư tư nhân
- 7 tháng 9 năm 2015: Lễ động thổ [10]
- 8 tháng 9 năm 2016: Công bố kế hoạch triển khai[11]
- 3 tháng 2 năm 2017: Khởi công[12]
- Nửa cuối năm 2018: Thay đổi thiết kế đoạn Saetgang ~ Daebang[13]
- Tháng 1 - tháng 8 năm 2021: Chạy thử 2,1 km [14]
- 15 tháng 2 năm 2021: Tên ga được quyết định ngoại trừ ga 110[15]
- 17 tháng 6 năm 2021: Chuyển từ ga Charcoal Gogae sang ga Seowon[16]
- 16 tháng 9 năm 2021: Tên ga được quyết định là Seoul National University Venture Town[17][18]
- 28 tháng 10 năm 2021: Ứng dụng đầu tiên hệ thống tín hiệu đường sắt
- 7 tháng 12 năm 2021: Chạy thử nghiệm toàn tuyến[19][20]
- 28 tháng 5 năm 2022: Khánh thành tuyến Sillim

## Bản đồ tuyến
|  |

|  |  |  |

|  |  |  |

|  |

|  |  |  |

|  |

|  |  |  |  |  |

|  |

|  |

|  |  |  |

|  |

|  |

|  |

|  |

|  |

|  |  |  |

|  |  |  |

|  |

|  |  |  |

|  |

|  |  |  |  |  |

|  |

|  |

|  |  |  |

|  |

|  |

|  |

|  |

## Ga
| Số ga | Tên ga                                                   | Tên ga                    | Tên ga          | Chuyển tuyến | Khoảng cách | Tổng khoảng cách | Vị trí | Vị trí          |
| Số ga | Tiếng Anh                                                | Hangul                    | Hanja           | Chuyển tuyến | Khoảng cách | Tổng khoảng cách | Vị trí | Vị trí          |
| ----- | -------------------------------------------------------- | ------------------------- | --------------- | ------------ | ----------- | ---------------- | ------ | --------------- |
|       |                                                          |                           |                 |              |             |                  |        |                 |
| S401  | Saetgang                                                 | 샛강                      | 샛강            | (916)        | 0.0         | 0.0              | Seoul  | Yeongdeungpo-gu |
| S402  | Daebang (Bệnh viện Sungae)                               | 대방 (성애병원)           | 大方 (聖愛病院) | (137)        | 0.6         | 0.6              | Seoul  | Yeongdeungpo-gu |
| S403  | Cơ quan Quản lý Nhân lực Quân đội khu vực Seoul          | 서울지방병무청            | 서울地方兵務廳  |              | 0.9         | 1.5              | Seoul  | Yeongdeungpo-gu |
| S404  | Boramae                                                  | 보라매                    | 보라매          | (742)        | 0.6         | 2.1              | Seoul  | Dongjak-gu      |
| S405  | Công viên Boramae                                        | 보라매공원                | 보라매公園      |              | 0.6         | 2.7              | Seoul  | Dongjak-gu      |
| S406  | Bệnh viện Boramae (Trung tâm nhà thầu đặc biệt Hàn Quốc) | 보라매병원 (전문건설회관) | 보라매病院      |              | 0.8         | 3.5              | Seoul  | Dongjak-gu      |
| S407  | Danggok                                                  | 당곡                      | 堂谷            |              | 0.5         | 4.0              | Seoul  | Gwanak-gu       |
| S408  | Sillim                                                   | 신림                      | 新林            | (230)        | 0.7         | 4.7              | Seoul  | Gwanak-gu       |
| S409  | Seowon                                                   | 서원                      | 書院            |              | 0.7         | 5.4              | Seoul  | Gwanak-gu       |
| S410  | Seoul National University Venture Town                   | 서울대벤처타운            | 서울大벤처타운  |              | 1.1         | 6.5              | Seoul  | Gwanak-gu       |
| S411  | Gwanaksan (Đại học Quốc gia Seoul)                       | 관악산 (서울대)           | 冠岳山 (서울大) |              | 1.1         | 7.6              | Seoul  | Gwanak-gu       |

## Kế hoạch mở rộng
Kế hoạch xây dựng mạng lưới đường sắt đô thị trong 10 năm của Thành phố Seoul lần thứ 2 (dự thảo) bao gồm kế hoạch mở rộng và chuyển sang Tuyến phía Tây. (Saetgang ~ Tên ga dự kiến: Ga Bệnh viện St. Mary ở Yeouido)

## Thư viện

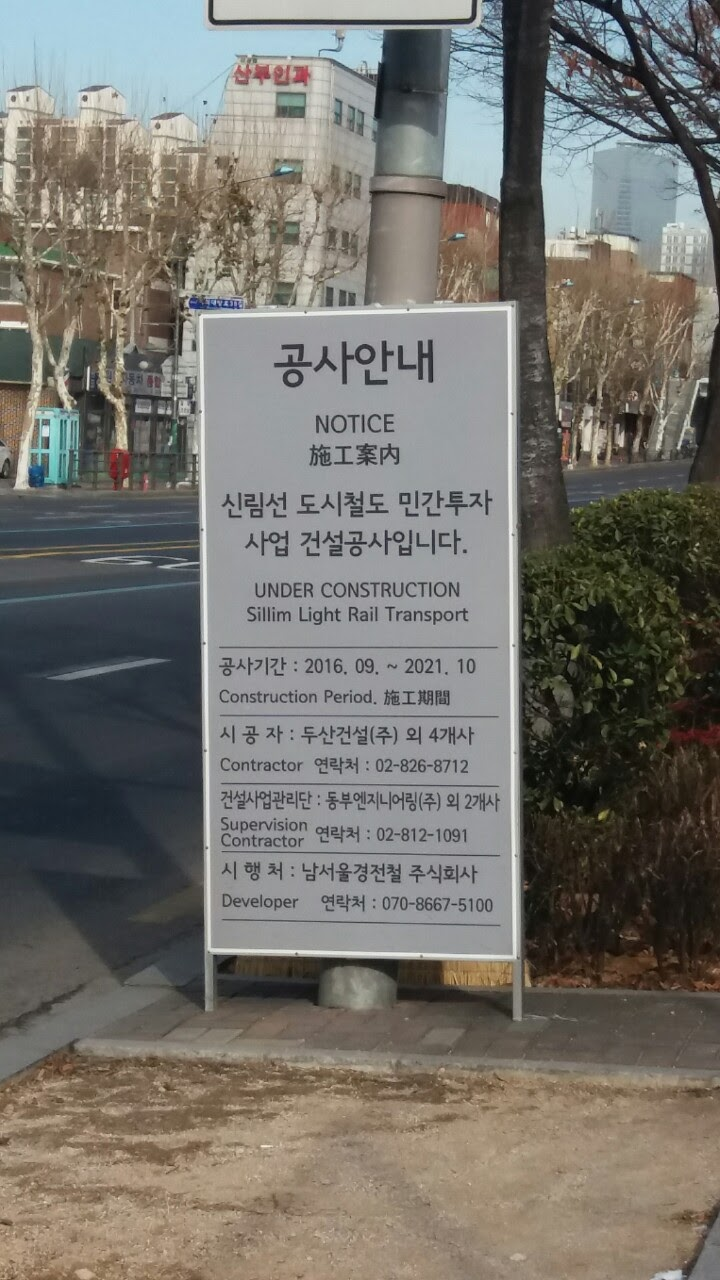
Bảng thông tin xây dựng (phiên bản được đánh dấu là vào tháng 10 năm 2021)
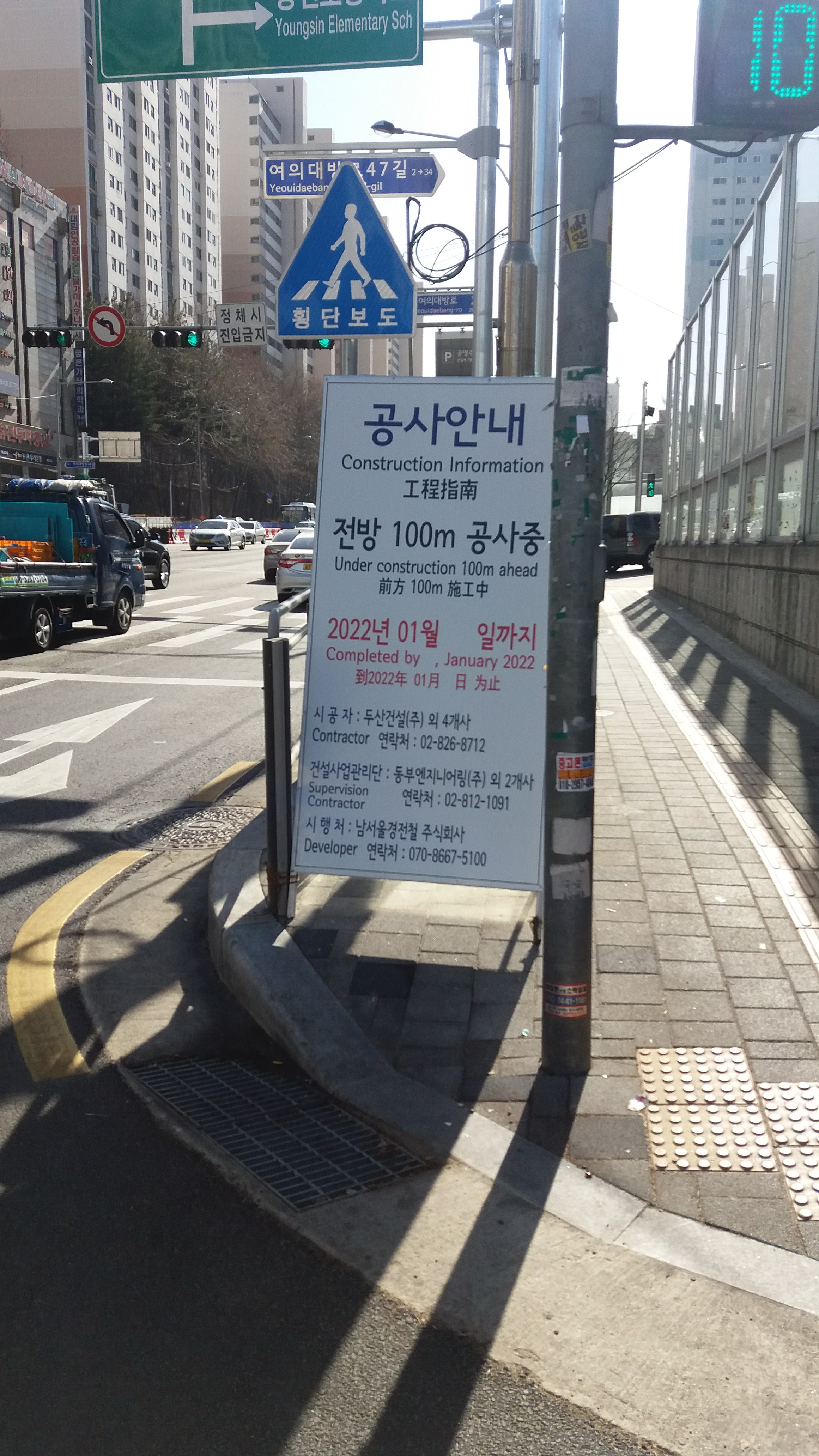
Bảng thông tin xây dựng
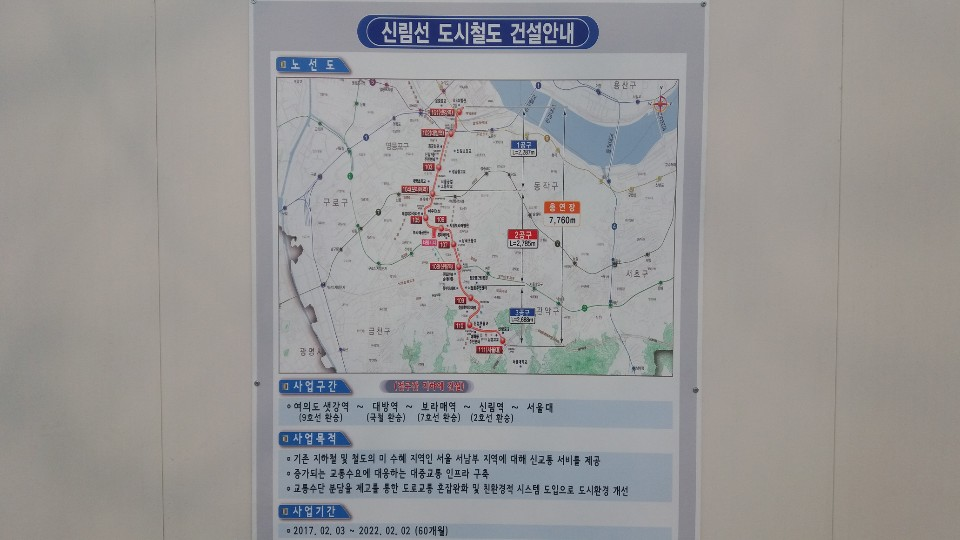
Bảng thông tin xây dựng tuyến Sillim (2019)
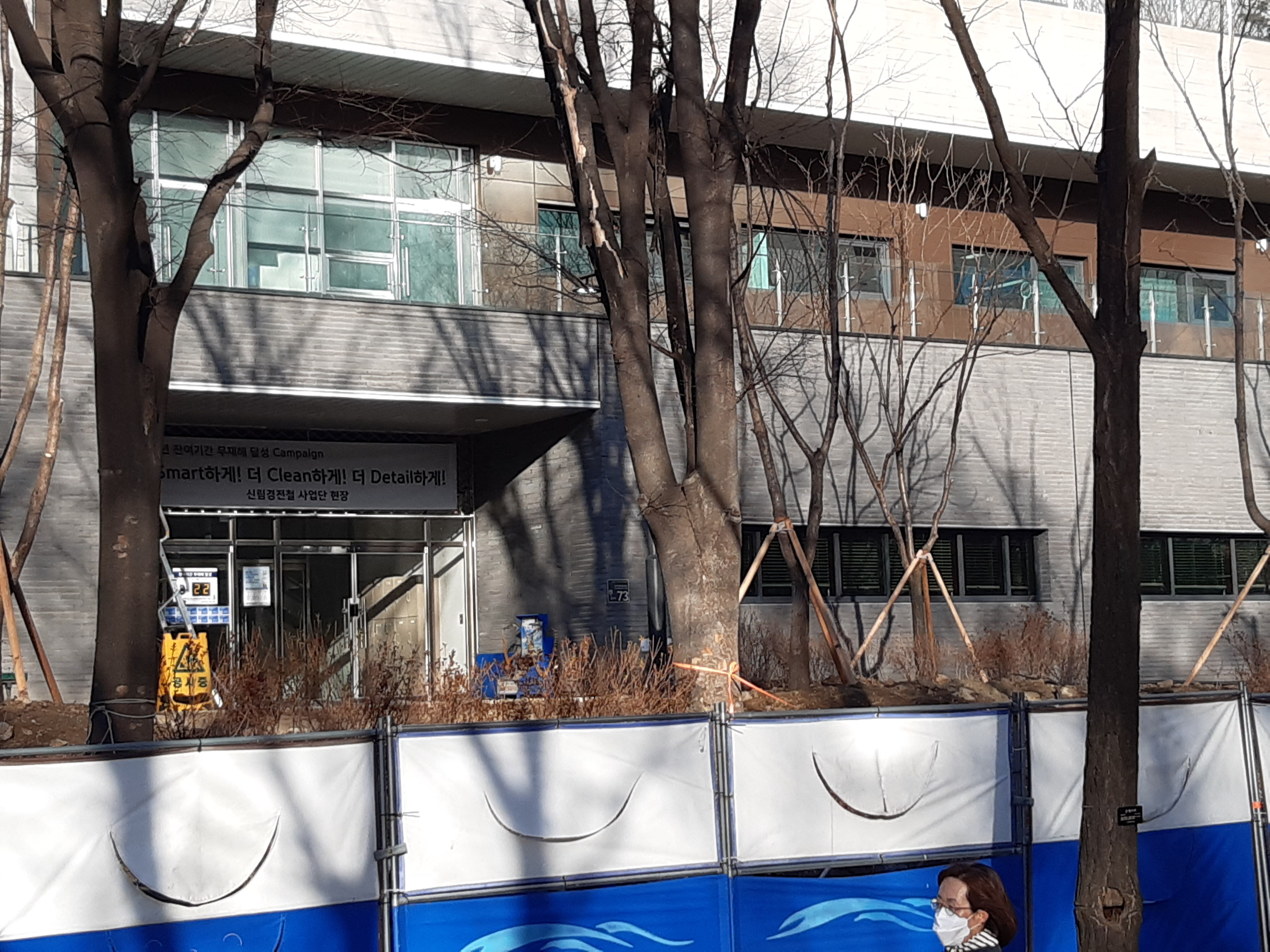
Depot Boramae của tuyến Sillim